# Aeroportul Bajura
Aeroportul Bajura (IATA: BJU, ICAO: VNBR) este un aeroport din Nepal ce deservește zona Bajura District⁠(d). Aeroportul a fost tranzitat în 2019 de 8.112 pasageri.
Situat la o altitudine de 1.311 m, aeroportul dispune de o singură pistă.